# سیارک ۱۱۹۰۰
سیارک ۱۱۹۰۰ (به انگلیسی: 11900 Spinoy، نامگذاری:1991LV2) یازده هزار و نهصدمین سیارک کشف شده‌است که در ۶ ژوئن ۱۹۹۱ کشف شد.
قدر مطلق سیارک برابر ۱۴٫۷۰ است.